# Vanillahajs
Vanillahajs (stylizowany zapis [VH$]Vanillahaj$) – dwunasty studyjny album polskiego rapera Tede. Płyta ukazała się 18 czerwca 2015 roku nakładem wytwórni Wielkie Joł. Dzień przed premierą album został udostępniony w formie digital stream na kanale YouTube – Tedewizja.
Płyta Vanillahajs otrzymała generalnie pozytywne opinie krytyków i została dobrze przyjęta przez słuchaczy, debiutując na 1. miejscu Polskiej listy przebojów – OLiS i utrzymując się na niej przez 21 tygodni.
Vanillahajs rozeszła się w Polsce w ponad 90 000 kopii i uzyskała status potrójnej platynowej płyty.
Materiał promowany był sześcioma singlami – „Martwe ziomki”, „Pażałsta”, „Na pierwszej linii”, „Wunder-Baum”, „Świat zwariował w te lata” oraz „Forever Ja”. Tede promował utwory w trasie koncertowej pt. Droga zwycięstwa na przestrzeni 2015 roku.

## Tło

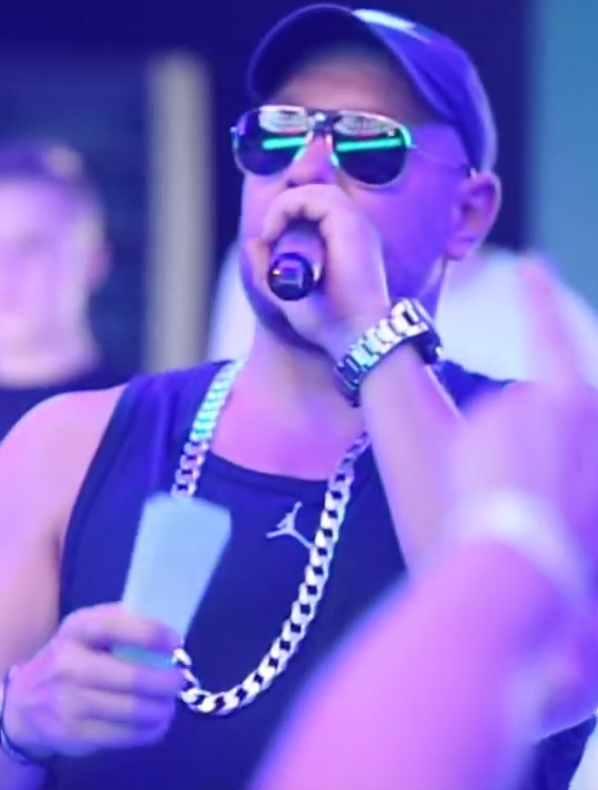
Tede podczas trasy Droga Zwycięstwa, 2016

15 października 2014 raper ogłosił za pośrednictwem video zapowiedź nowej płyty. 20 marca 2015 Tede przełożył premierę albumu z maja na czerwiec. Pierwotnie płyta miała ukazać się pt. Vanilla Ice nawiązując do amerykańskiego rapera Vanilla Ice, jednak decyzją Tedego została zmieniona do wersji Vanillah Ajs aż po nazwę końcową Vanillahajs. Album był umieszczany na listach „Najbardziej wyczekiwanych albumów roku 2015” przez magazyn CGM i portal interia.pl. Okładka albumu została opublikowana 7 marca 2015 roku, na profilu rapera w serwisie społecznościowym Facebook. Sesja zdjęciowa na potrzeby płyty, także w wersji limitowanej odbyła się w Miami. Zdjęcia wykonał Łukasz Ziętek. Nagrania promowały teledyski do utworów „Martwe ziomki”, „Pażałsta”, „Wunder-Baum”, „Na pierwszej linii”, „Forever Ja”, „Vanillahajs”, „Iza Luiza” i „Wyje wyje bane”. Raper ponadto odbył trasę koncertową nazwaną Droga zwycięstwa!, odwiedzając m.in. Warszawę, Poznań, Katowice czy Edynburg podczas których zaprezentował nagrania pochodzące z płyty.
4 grudnia 2015 roku nakładem wytwórni Wielkie Joł ukazała się rozszerzona edycja albumu pt. Vanillahajs. Edycja Premium, wzbogacona o drugą płytę CD. Znalazło się na niej 13 utworów w tym duet Tedego z Patrycją Kazadi. Początkowo premiera zaplanowana na 20 listopada została przesunięta na 4 grudnia 2015 roku, decyzją rapera. Album został wyprodukowany w całości przez Sir Micha. W dniu premiery album został udostępniony w formie digital stream na kanale YouTube – Tedewizja. Nagrania promowały teledyski do utworów „Na pierwszej linii”, „Wydajeje”, i „Bezgunaman”. 19 sierpnia 2016 roku nagrania ukazały się na płycie winylowej pod zmienionym tytułem – Vinyllahajs. Na dwupłytowym wydawnictwie znalazło się 18 utworów, w tym dwa nowe.

## Nagrywanie i produkcja
Numery na album nagrywane były w latach 2014–2015. Nagrania zostały nagrane w Warszawie w Wielkie Joł Studio. Gościnnie w nagraniach wzięli udział: wokalistka Agi Figurska, Patricia Kazadi oraz raperzy Te-Tris, Małach, Ras – członek duetu Rasmentalism oraz Abel – członek zespołu Smagalaz. Wokalnie udziela się również producent płyty Sir Michu. Za produkcje nagrań na albumie odpowiedzialny był Sir Michu.

## Przyjęcie
Album zadebiutował na 1. miejscu polskiej listy przebojów – OLiS i utrzymywał się na niej przez 21 tygodni. 7 lipca 2015 roku płytą uzyskała w Polsce status złotej, a 4 listopada 2015 roku, uzyskała status platynowej będąc tym samym pierwszą platynową płytą w karierze rapera. Album znalazł się w TOP 10 najlepiej sprzedających się albumów 2015 roku oraz zajął 6 miejsce w TOP 20 Muzyka Polska w  podsumowaniu listy OLiS 2015. Album uzyskał nominację do nagrody polskiego przemysłu fonograficznego Fryderyka w kategorii album roku hip-hop. Płyta otrzymała ponadto nominację do Polskiej Rap Płyty Roku 2015 w plebiscycie audycji Polskiego Radia Szczecin – WuDoo oraz branżowego portalu Hip-hop.pl. Materiał uplasował się na 2. miejscu, ustępując Kartkyemu z płytą Shadowplay. Album otrzymał również nominację do nagrody Złote Nuty 2015 w kategorii Najlepsza płyta hip-hop. Nagrania zajęły 34. miejsce na liście czterdziestu najczęściej odtwarzanych polskich albumów w serwisie Tidal.
Album otrzymał generalnie pozytywne opinie. Krytyk muzyczny Marek Fall z redakcji Onet.pl dał albumowi ocenę 5/10, pisząc: „Tede ciągnie materiał «faktorem fajności», charyzmą i stylem, ale nie starcza tego na 80 minut.”. Natomiast Karol Stefańczyk z Codziennej Gazety Muzycznej – CGM przyznał płycie ocenę 3/5, dodając: „Vanillahas to dobry album. Ale żaden tam sztos czy instant classic.”. Piotr Zwierzyński z portalu Genius przyznał albumowi najniższą ocenę 2,5/5, pisząc: „Jacek od dłuższego czasu wypracował sobie taki styl, który mimo tego, że całościowo brzmi prawidłowo, poprzez swoją monotematyczność i technikę nawijania po dłuższym odsłuchu zaczyna odpychać.”.

## Lista utworów
Opracowano na podstawie materiału źródłowego.
1. „Vanillalalahajs” – 3:04
2. „Vanilla Ice” – 4:22[A]
3. „Dyskretny chłód 2” – 3:56
4. „Tederminacja” – 3:12
5. „Iza Luiza” – 3:38
6. „Forever Ja” (gościnnie: Agi Figurska) – 3:32
7. „Wyje wyje bane” – 3:55
8. „Tak nam dobrze” – 3:58
9. „Polonez trapez” – 3:01
10. „Wunder-Baum” – 3:17
11. „Martwe Ziomki” – 3:45
12. „#hot16challenge” – 4:18
13. „Michael Kors” (gościnnie: Abel) – 3:42
14. „Definitywny banger” – 2:38
15. „Tanktop” (gościnnie: DJ Tort) – 4:27
16. „Przez feeejm” – 3:55
17. „Łatwopalność” (gościnnie: Agi Figurska) – 3:26
18. „Pażałsta” – 3:07
19. „Ostatnia noc” – 3:21
20. „Życie jest piękniejsze” (gościnnie: Te-Tris) – 3:12
21. „Świat zwariował w te lata” (gościnnie: Ras) – 4:04
22. „Brodaggacio” – 3:27

| Vanillahaj$. Edycja Premium |
| --- |
| CD1 1. „Vanillalalahajs” – 3:04 2. „Vanilla Ice” – 4:22 3. „Dyskretny chłód 2” – 3:56 4. „Tederminacja” – 3:12 5. „Iza Luiza” – 3:38 6. „Forever Ja” (gościnnie: Agi Figurska) – 3:32 7. „Wyje wyje bane” – 3:55 8. „Tak nam dobrze” – 3:58 9. „Polonez trapez” – 3:01 10. „Wunder-Baum” – 3:17 11. „Martwe ziomki” – 3:45 12. „#Hot16Challenge” – 4:18 13. „Michael Kors” (gościnnie: Abel) – 3:42 14. „Definitywny banger” – 2:38 15. „Tanktop” (gościnnie: DJ Tort) – 4:27 16. „Przez feeejm” – 3:55 17. „Łatwopalność” (gościnnie: Agi Figurska) – 3:26 18. „Pażałsta” – 3:07 19. „Ostatnia noc” – 3:21 20. „Życie jest piękniejsze” – 3:12 21. „Świat zwariował w te lata” (gościnnie: Ras) – 4:04 22. „Brodaggacio” – 3:27 CD2 1. „Axamit” – 3:35 2. „Na pierwszej linii” 3:04 3. „Enwujot (bo możemy)” – 3:53 4. „Moniuszko Flow” – 4:00 5. „Klasyczny Blessing” (gościnnie: Patricia Kazadi) – 3:55 6. „Wydajeje” – 3:01 7. „Ola z Na Wspólnej” – 3:18 8. „#Cohf” – 5:31 9. „Bezgunaman” – 3:27 10. „Róża z Jerycha (360')” – 3:35 11. „Czyste szpanerstwo” – 3:36 12. „Słek posypany” – 2:41 13. „Wieczór kawalerski Pt.1” – 3:15 14. „Patologia Deluxe” (gościnnie: Małach – 3:40 15. „100K Na Insta” - 2:48 |

## Sprzedaż

### Pozycje w notowaniach OLiS
OLiS jest ogólnopolskim notowaniem, tworzonym przez agencję TNS Polska na podstawie sprzedaży albumów muzycznych na nośnikach fizycznych (nie uwzględnia zatem informacji o pobraniach w formacie digital download czy odtworzeniach w serwisach streamingowych).
| Tydzień | 1      | 2      | 3      | 4      | 5      | 6      | 7      | 8      | 9      | 10     | 11     | 12     | 13     | 14     | 15     | 16     |
| ------- | ------ | ------ | ------ | ------ | ------ | ------ | ------ | ------ | ------ | ------ | ------ | ------ | ------ | ------ | ------ | ------ |
| Pozycja | 1      | 7      | 6      | 8      | 9      | 12     | 10     | 8      | 11     | 10     | 14     | 21     | 25     | 25     | 17     | 42     |
| Źródło  | [ 62 ] | [ 63 ] | [ 64 ] | [ 65 ] | [ 66 ] | [ 67 ] | [ 68 ] | [ 69 ] | [ 70 ] | [ 71 ] | [ 72 ] | [ 73 ] | [ 74 ] | [ 75 ] | [ 76 ] | [ 77 ] |
| Tydzień | 17     | 18     | 19     | 20     | 21     |        |        |        |        |        |        |        |        |        |        |        |
| Pozycja | 2      | 34     | 41     | 38     | 27     |        |        |        |        |        |        |        |        |        |        |        |
| Źródło  | [ 78 ] | [ 79 ] | [ 80 ] | [ 81 ] | [ 82 ] |        |        |        |        |        |        |        |        |        |        |        |

| Miesiąc       | Pozycja |
| ------------- | ------- |
| Czerwiec 2015 | 5       |
| Lipiec 2015   | 9       |
| Grudzień 2015 | 8       |

| Rok  | Pozycja |
| ---- | ------- |
| 2015 | 10      |

### Certyfikaty ZPAV
Certyfikaty sprzedaży są wystawiane przez Związek Producentów Audio-Video za osiągnięcie określonej liczby sprzedanych egzemplarzy, obliczanej na podstawie kupionych kopii fizycznych i cyfrowych, a także odtworzeń w serwisach streamingowych.
| Certyfikat         | Sprzedaż | Data             |
| ------------------ | -------- | ---------------- |
| złota płyta        | 15 000+  | 7 lipca 2015     |
| platynowa płyta    | 30 000+  | 4 listopada 2015 |
| 2x platynowa płyta | 60 000+  | 25 stycznia 2017 |
| 3x platynowa płyta | 90 000+  | 12 stycznia 2022 |

## Twórcy
Opracowano na podstawie materiału źródłowego.

- Michał „Sir Michu” Kożuchowski – inżynieria dźwięku, realizacja nagrań, miksowanie, mastering, produkcja muzyczna
- Jacek „Tede” Graniecki – słowa, rap
- Bartosz „Zgrywus” Deja – design
- Grzegorz „Młody Grzech” Janiszewski – inżynieria dźwięku, realizacja nagrań
- Marcin Skibiński – inżynieria dźwięku
- Łukasz Ziętek – zdjęcia
- Wiktor „Abel” Zapała – gościnnie rap w utworze „Michael Kors”
- Arkadiusz „Ras” Sitarz – gościnnie rap w utworze „Świat zwariował w te lata”
- Bartłomiej „Małach” Małachowski – gościnnie rap w utworze „Patologia Deluxe”
- Agi Figurska – gościnnie śpiew w utworach „Forever Ja” i „Łatwopalność”
- Patricia Kazadi – gościnnie śpiew w utworze „Klasyczny Blessing”
- Marek „DJ Tort” Weremiejewicz – gościnnie scratche w utworze „Tanktop”